# Niikappu
Niikappu (jap. 新冠町 Niikappu-chō) – miasto w Japonii, w prefekturze Hokkaido, w podprefekturze Hidaka. Według danych na rok 2020 miejscowość zamieszkiwało 5 309 mieszkańców , a gęstość zaludnienia wyniosła 9,1 os./km². Miasto zostało założone we wrześniu 1881 roku.